# Changqiao (sockenhuvudort i Kina, Jiangxi Sheng, lat 26,83, long 116,41)
Changqiao är en sockenhuvudort i Kina. Den ligger i provinsen Jiangxi, i den sydöstra delen av landet, omkring 210 kilometer söder om provinshuvudstaden Nanchang. Antalet invånare är 6 055. Befolkningen består av 2 905 kvinnor och 3 150 män. Barn under 15 år utgör 21,0 %, vuxna 15-64 år 70 %, och äldre över 65 år 8,0 %.
Runt Changqiao är det ganska tätbefolkat, med 139 invånare per kvadratkilometer. Närmaste större samhälle är Xujiang, 8,9 km väster om Changqiao. I omgivningarna runt Changqiao växer huvudsakligen savannskog.
Genomsnittlig årsnederbörd är 2 261 millimeter. Den regnigaste månaden är maj, med i genomsnitt 345 mm nederbörd, och den torraste är oktober, med 22 mm nederbörd.